# 日本とガーナの関係
日本とガーナの関係（にほんとガーナのかんけい、英語: Japan-Ghana relations） では、日本とガーナの関係について概説する。日本とガーナ共和国の関係とも。概ね友好的な関係を築いている。

## 両国の比較
|                   | ガーナ                        | 日本                            | 両国の差                |
| ----------------- | ----------------------------- | ------------------------------- | ----------------------- |
| 人口              | 3107万2945人（2020年）        | 1億2583万人（2020年）           | 日本はガーナの約4倍     |
| 国土面積          | 23万8537 km2                  | 37万7972 km2                    | 日本はガーナの約1.6倍   |
| 人口密度          | 137 人/km2（2020年）          | 345 人/km2（2020年）            | 日本はガーナの約2.5倍   |
| 首都              | アクラ                        | 東京都                          |                         |
| 最大都市          | アクラ                        | 東京都区部                      |                         |
| 政体              | 大統領制 共和制               | （民主制）議院内閣制            |                         |
| 公用語            | 英語                          | 日本語（事実上）                |                         |
| 通貨              | セディ                        | 日本円                          |                         |
| 国教              | なし                          | なし                            |                         |
| 人間開発指数      | 0.592                         | 0.919                           |                         |
| 民主主義指数      | 6.63                          | 7.99                            |                         |
| GDP（名目）       | 685億3228万米ドル（2020年）   | 4兆9754億1524万米ドル（2019年） | 日本はガーナの約72.6倍  |
| 一人当たり名目GDP | 2,205.5米ドル（2020年）       | 39,538.9米ドル（2020年）        | 日本はガーナの約17.9倍  |
| GDP（購買力平価） | 1784億2996万米ドル（2019年）  | 5兆5043億3091万米ドル（2019年） | 日本はガーナの約30.8倍  |
| 一人当たり実質GDP | 5,742.3米ドル（2019年）       | 43,593.5米ドル（2019年）        | 日本はガーナの約7.6倍   |
| 経済成長率        | 6.5％（2019年）               | 0.3%（2019年）                  |                         |
| 軍事費            | 2億3988万7164米ドル（2020年） | 491億4855万米ドル（2020年）     | 日本はガーナの約204.9倍 |
| 地図              |                               |                                 |                         |

## 歴史

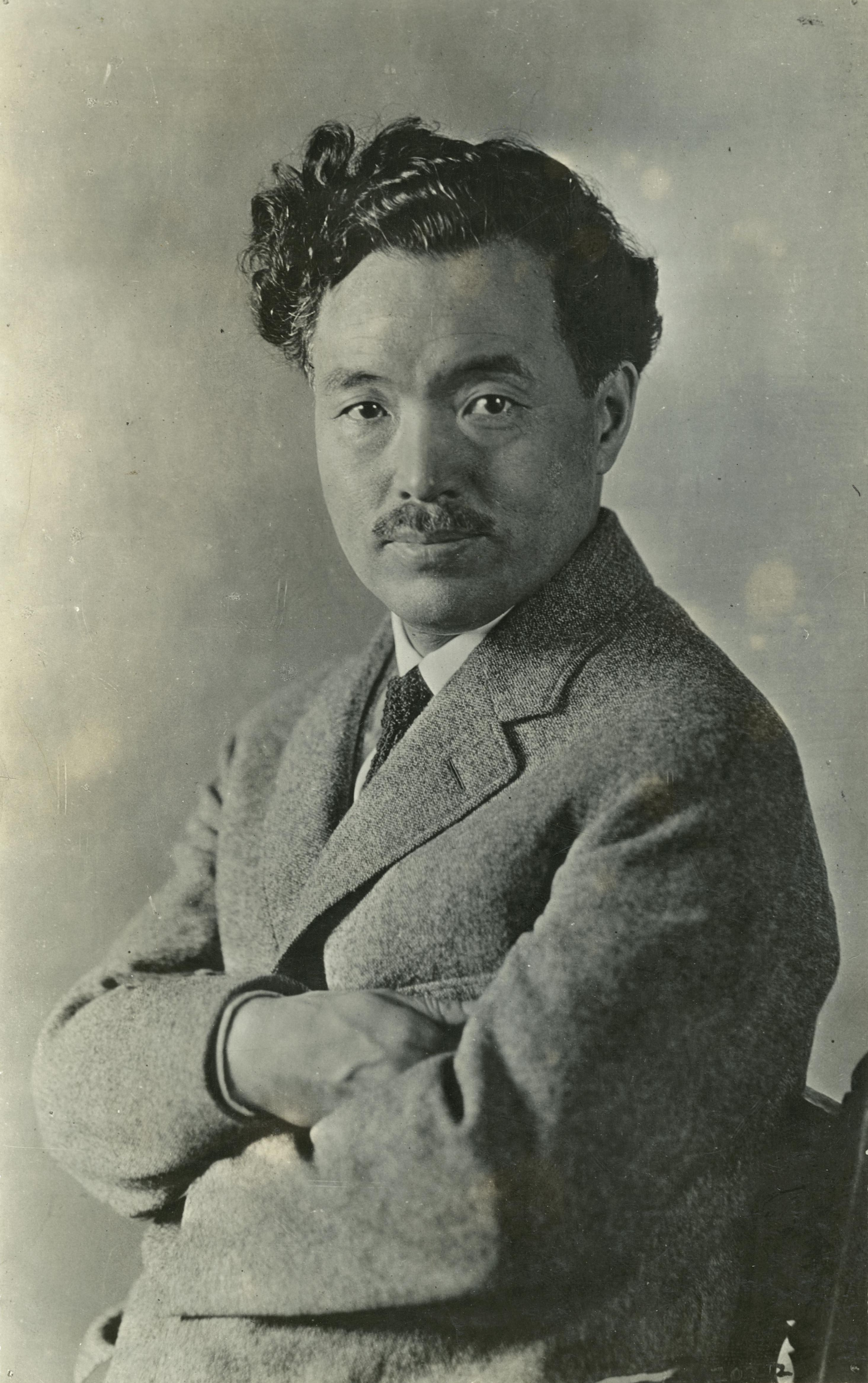
ガーナで活躍した野口英世

日本とガーナが初めて接触したのは1927年であり、日本人医師である野口英世がガーナ(当時イギリス領ゴールドコースト)に赴き黄熱病の研究をしたことに始まる。研究していた野口英世自身も黄熱病に罹患してガーナに到着した翌年の1928年、アクラにて客死。しかしながらガーナにおいても日本においても野口は偉人として知られており、アフリカでの感染症の研究に資した人物に送られる野口英世アフリカ賞の設立にはガーナ大統領ジョン・アジェクム・クフォーが深く関わっているほか、野口の出身地である福島県にある福島県立医科大学は現在でも医師を派遣している。
1957年、ガーナはアフリカの年に先駆けイギリス領トーゴランドも含めてブラックアフリカ初の独立国となった。同年3月、日本は同国を独立と同時に国家承認し外交関係を樹立。1959年3月にはアクラに在ガーナ日本国大使館を開設された。一方でガーナは1960年5月に東京に在日ガーナ大使館を開設した。
また1966年には在大阪ガーナ総領事館が開設されるも二年後の1968年に財政上の理由から閉鎖され、代わって現在では福岡市に在福岡ガーナ共和国名誉総領事館が、札幌市に在札幌ガーナ共和国名誉領事館がそれぞれ開設されている。

## 外交

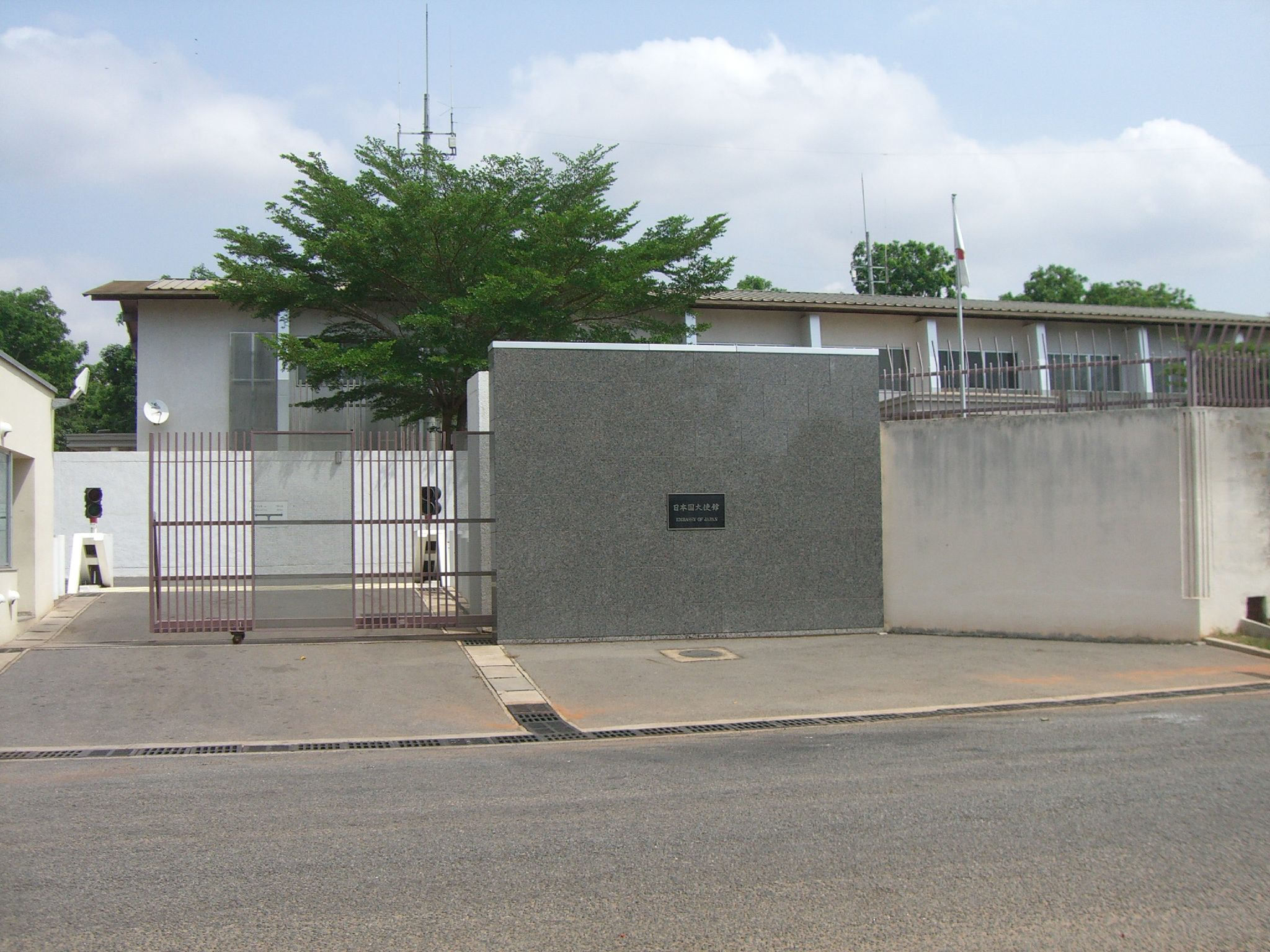
アクラの在ガーナ日本国大使館

### 二国間関係
日本は東アジア、ガーナは西アフリカに位置する国家であり地理的に遠距離にある。ガーナはイギリスによって植民地化され日本はアフリカに植民地を持たなかったことから、歴史的な接触もほとんどなかった。
第二次世界大戦でイギリス軍の西アフリカ師団としてビルマへ派兵され、日本軍と交戦した。この時の戦利品は現在も軍事博物館に展示されている。
しかしながら日本は大国、ガーナは西アフリカにおける地域大国であり、また資本主義、民主主義、自由主義、法の支配や人権の尊重といった多くの理念や価値観を共有しているため経済的な交流の深化が図られている。上記したように野口英世の功績によって医療や衛生分野でも協力関係にあり、アフリカの中では結び付きの強い友好国である。

### 日本要人のガーナ訪問
西アフリカの主導国であるというガーナの特徴から、多くの要人がガーナを訪問している。近年の訪問は以下の通り。
2007年にはガーナは独立50周年を迎え、日本は友好国としてその記念式典に杉浦正健を派遣している。
2008年4月には中山泰秀外務大臣政務官が国連貿易開発会議に出席するためガーナの首都アクラを訪問した。
2008年9月には外務大臣政務官の西村康稔が中・西部アフリカ貿易・投資促進合同ミッションの団長としてナイジェリアやセネガルと並んでガーナを訪問し、相手国要人との会談、現地商工会議所や企業関係者との意見交換、各種施設の視察等を実施した。
2012年2月、外務大臣政務官の阿部俊子はコンゴ共和国やガボンと並んでガーナを訪問し、当時ガーナ副大統領だったアミッサー・アーサーなどと会談を実施している。阿部俊子は同年8月にもガーナを訪れ、母子保健分野の支援強化に関する協議やガーナ副外務大臣との会談を実施した。
2016年には当時内閣総理大臣補佐官であった河井克行がアフリカの地域大国であるケニアおよびガーナを訪問。各国政府要人との会談や協議が行われた。
2018年5月には内閣総理大臣補佐官の薗浦健太郎がガーナを訪問し、コートジボワール・ガーナ・トーゴ・ブルキナファソによる「西アフリカ成長の輪」構想の推進に向けて関連のインフラ案件の視察や日本企業関係者との意見交換を実施した。
2018年9月には厚生労働副大臣の牧原秀樹がガーナへ出張し、ガーナ大学の野口記念医学研究所などを視察した。
2019年6月には第2回日・ガーナ官民インフラ会議出席のため、国土交通副大臣の大塚高司が代表となって代表団がガーナを訪問した。

### ガーナ要人の訪日
2010年にはガーナ大統領のジョン・アッタ・ミルズが訪日。当時総理大臣だった菅直人と首脳会談を実施し、日本企業の対ガーナ投資を進めていく旨が示された。
2013年6月には横浜市で開催されるアフリカ開発会議出席のためにガーナ大統領のジョン・ドラマニ・マハマが訪日を実施。安倍晋三との首脳会談が開催され、その中で「アベノミクス」を模倣した「マハマミクス」が日本側から提唱されるなど両国の経済的な交流深化が促された。
2013年11月、ガーナのエネルギー・石油大臣を務めるエマニュエル・アマー・コフィ・ブアが訪日し、外務副大臣の三ツ矢憲生と会談を実施して電力事情などについて意見交換した。
2016年5月、ガーナ大統領のジョン・ドラマニ・マハマが訪日を実施。当時総理大臣であった安倍晋三と首脳会談を実施してインフラ投資や安全保障についてが議論され、医療・保健・衛生・貿易・文化など多岐にわたる分野についての協力関係を示した日本・ガーナ間で初の共同声明が発表された。また安倍昭恵総理夫人はガーナ共和国大統領夫人のロディーナ・ドラマニ・マハマと懇談会を実施。同年8月には第6回アフリカ開発会議の開催地となったケニア・ナイロビで再び安倍晋三とジョン・ドラマニ・マハマの間で首脳会談が実施されている。
2018年10月にはガーナ外務大臣のシェリ・アヨコー・ボチュウェイが訪日。河野太郎と昼食会を含む外相会談を実施して、二国間関係の強化を図った。なお二人は一か月前の9月にも、カナダ・モントリオールで開かれた女性外相会合の際に交流を持っている。
2018年12月にはガーナ大統領ナナ・アクフォ＝アドが日本を公式訪問。当時総理大臣であった安倍晋三と日・ガーナ首脳会談を開催して二国間関係を発展させるべく「日・ガーナ共同声明」を発出した。この共同声明では日本からガーナへのインフラ投資やギニア湾における海賊問題、北朝鮮情勢や安保理改革、2020年東京オリンピック・パラリンピックや2025大阪万博などについての協力が言及されている。またこの時に外務大臣であった河野太郎もナナ・アクフォ＝アドに表敬を実施している。
2019年にもガーナ大統領ナナ・アクフォ＝アドがアフリカ開発会議出席のために訪日を実施。安倍晋三との首脳会談が開かれ、日本側はより一層ガーナへの投資を実施するとともに、ナナ・アクフォ＝アドが主導する成長政策「Ghana beyond Aid」を支持した。これは直訳すると「ガーナは援助を超えて」となり、経済成長を遂げ経済援助を受ける国から脱することが目指すものである。

## 経済関係

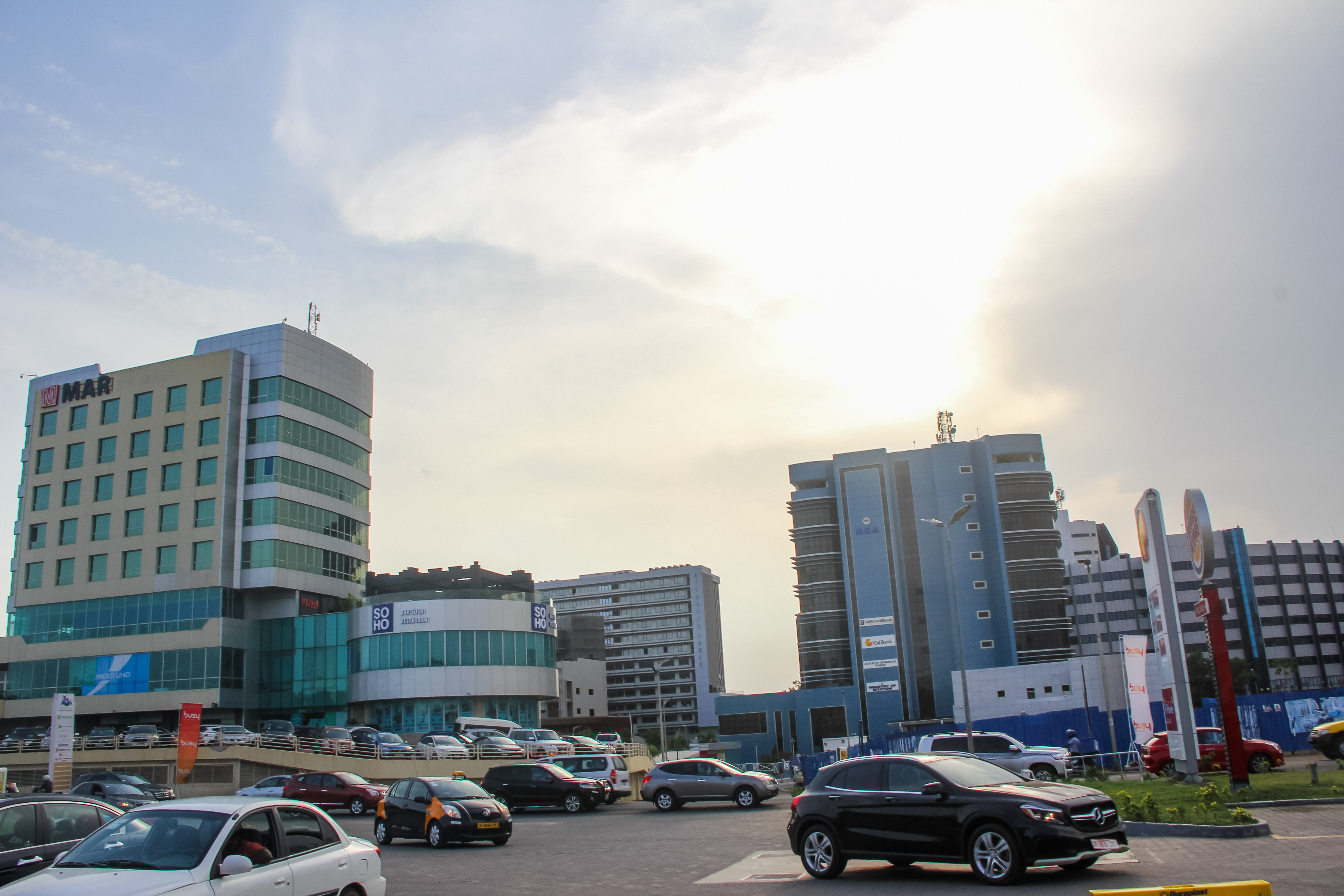
日本が都市整備を支援するアクラは、アフリカ有数の世界都市に成長しつつある

| 日本のカカオ豆輸入国 (単位：トン) |        |        |        |        |        |
| 国                                | 2015年 | 2016年 | 2017年 | 2018年 | 2019年 |
| ガーナ                            | 28,384 | 48,669 | 40,412 | 43,596 | 33,022 |
| エクアドル                        | 2,859  | 4,185  | 5,804  | 5,816  | 3,053  |
| ベネズエラ                        | 2,860  | 5,653  | 4,130  | 3,813  | 1,688  |
| コートジボワール                  | 3,409  | 1,770  | 1,464  | 2,648  | 1,614  |
| ドミニカ共和国                    | 830    | 1,061  | 1,268  | 1,620  | 576    |
| カメルーン                        | 394    | 495    | 300    | 148    | 539    |
| ベトナム                          | 107    | 178    | 115    | 42     | 139    |
| 出典:日本チョコレート・ココア協会 |        |        |        |        |        |

### 貿易
2019年のガーナの対日貿易は、対日輸出約133.4億円、対日輸入約121.4億円となっており、わずかにガーナの黒字である。主要輸出品はカカオ豆で、主要輸入品は自動車類である。
2019年の日本のカカオ豆の総輸入量は40,976トン、そのうちガーナからの輸入量は33,022トンで日本が輸入するカカオ豆の8割以上をガーナ産が占めている。第2位の輸入先であるエクアドルは3,053トンとなっており、十倍の差がある。ここまで日本がカカオ豆の輸入をガーナに頼っている背景については諸説あるものの、ガーナの安定した生産能力や流通・出荷・品質管理が好まれていることが大きいとされている。
ガーナのカカオ豆生産の大部分を担うのは小規模な家族経営の農園であるが、そこでは子供が貴重な労働力として重宝され、結果的に学力の低下などをもたらしている。ゆえに森永製菓などチョコレートメーカーがガーナで教育の必要性を説く啓蒙活動や教育ローンの設立などを実施しており、またフェアトレード商品なども発売されている。

### 経済援助
また経済援助も多く行われている。日本はガーナの主要援助国であり、ほかはアメリカ合衆国や旧宗主国イギリス、ドイツ、韓国、フランスなど。比較的安定したアフリカの地域大国である事情から、貧国にはあまり実施されない円借款事業も多数実施されており2018年までの累計は1300億円程度となっている。また同年までの無償資金協力が1200億円程度、技術協力が600億円程度となっており、いずれもアフリカの国の中では有数の多さを誇る。近年の主要な事業は以下の通りで、傾向としてはインフラおよび保健・医療・衛生に関することが多い。
- 「みんなの学校：コミュニティ参加型学習改善支援プロジェクト(2020年‐2024年)」‐教育に関する技術協力。コミュニティと学校の協働を通じた、初等教育レベルの子どもの学習成果の改善に資するモデルの開発とその普及のメカニズムを構築を実施[60]。
- 「初中等教員の資質向上・管理政策制度化支援プロジェクト(2014年‐2018年)」‐教育に関する技術協力。教員の能力や研修受講歴などが考慮された評価・昇進制度のモデル構築を支援[61]。
- 「母子手帳を通じた母子継続ケア改善プロジェクト(2018年‐2022年)」‐保健医療に関する技術協力。ガーナ国内において母子の健康を継続的に管理する母子手帳の導入・展開を支援[62]。
- 「北部3州におけるライフコースアプローチに基づく地域保健医療サービス強化プロジェクト(2017年‐2022年)」‐保健医療に関する技術協力。北部三州(アッパー・イースト州、アッパー・ウエスト州、ノース・イースト州)においてライフコースアプローチに基づく地域保健医療サービスの強化を支援[63]。
- 「ガーナにおける感染症サーベイランス体制強化とコレラ菌・HIV等の腸管粘膜感染防御に関する研究(2016年‐2021年)」‐保健医療に関する技術協力。下痢症・エイズ・出血熱等の主要感染症のサーベイランス（調査・解析）システムの強化と、コレラ菌・HIVを対象とした基礎研究を実施[64]。
- 「HIV母子感染予防にかかる運営能力強化プロジェクト(2012年‐2015年)」‐保健医療に関する技術協力。首都アクラのあるグレーター・アクラ州を対象に、医療機関によるHIV母子感染予防サービス提供体制の強化を支援[65]。
- 「道路橋梁維持管理能力強化プロジェクト(2019年‐2023年)」‐交通運輸に関する技術協力。橋梁を維持管理する道路省のガーナ道路公団、都市道路局、地方道路局のハンドブックおよびマニュアルの作成、現場への適用を通じて、実施機関の新設・改良・維持の事業管理能力強化を図る[66]。
- 「LBTによる瀝青表面処理工法開発プロジェクト(2016年‐2019年)」‐交通運輸に関する技術協力。交通量の少ない道路を対象に人力を多用した道路整備工法（LBT）と道路の維持管理費用を低減させる効果のある瀝青材を用いた表面処理工法を応用した、LBT瀝青表面処理工法のための手順と適用方法の確立を支援[67]。
- 「国家カイゼンプロジェクト(2015年‐2018年)」‐民間セクターに関する技術協力。2010年に中所得国となったガーナに対しビジネス開発サービスの提供・斡旋能力の強化等すなわちカイゼンを支援[68]。
- 「小零細企業向けBDS強化による品質・生産性向上プロジェクト(2012年‐2015年)」‐民間セクターに関する技術協力。ガーナ第二の産業都市クマシを抱えるアシャンティ州において、小零細企業へビジネス開発サービス（BDS）を提供しているビジネス諮問センター職員の能力強化を支援[69]。
- 「ポン灌漑地区における小規模農家市場志向型農業支援・民間セクター連携強化プロジェクト(2016年‐2021年)」‐農業開発に関する技術協力。ガーナにおける主要なコメ産地であるポン灌漑地区において、灌漑地区管理のためのガーナ灌漑開発公社(GIDA)の能力開発計画の策定や農業組合の管理能力の強化を支援[70]。

- 「東部回廊ボルタ川橋梁建設事業(2016年、112.39億円)」‐交通運輸に関する円借款事業。ガーナに対する最大の円借款事業で、ガーナ最大の商業港であるテマ港と、ブルキナファソ国境のクルンググを結ぶ東部回廊上に位置するボルタ川に、西アフリカ最大級の新規架橋を建設[71][72]。

- 「野口記念医学研究所先端感染症研究センター建設計画(2016年、22.85億円)」‐保健医療に関する無償資金協力。野口記念医学研究所において先端感染症研究センターの新設および研究機材の整備を支援[73]。
- 「アッパーウエスト州地域保健施設整備計画(2012年、9.89億円)」‐保健医療に関する無償資金協力。妊産婦および5歳未満児の死亡率が高いアッパー・ウエスト州に対し地域保健施設の整備と医療関連機材の整備を支援し、母子保健サービスの拡充を図る[74]。
- 「ガーナ国際回廊改善計画(2017年、62.59億円)」‐交通運輸に関する無償資金協力。西アフリカ海岸都市を結ぶラゴス-アビジャン回廊、およびガーナとブルキナファソを結ぶ東部回廊の二つの国際回廊の結節点となるテマ交差点とガーナ国道8号線の改修を支援[75]。
- 「ガーナ放送協会テレビ番組制作機材整備計画(2018年、0.92億円)」‐情報通信に関する無償資金協力。テレビ番組制作に必要な機材を整備することで、ガーナ放送協会の番組の質の向上を図る[76]。
- 「アクラ中心部電力供給強化計画(2015年、43.57億円)」‐資源エネルギーに関する無償資金協力。首都アクラにおいて、グラフィックロード一次変電所の基幹変電所へのアップグレードおよび同変電所から既設の送電網までの約3キロメートルの送電線の新設を支援[77]。
- 「配電設備整備計画(2013年、16.86億円)」‐資源エネルギーに関する無償資金協力。ガーナ中西部のスンヤニ地区および北東部のタマレ地区において、変電所の建設、送電線および配電線の調達・据え付けを支援[78]。
- 「太陽光を活用したクリーンエネルギー導入計画(2010年、6.1億円)」‐資源エネルギーに関する無償資金協力。ガーナ大学付属野口記念医学研究所の電力系統に連系する太陽光発電システムの整備を支援し、ガーナ政府が推進している再生可能エネルギーの導入や温室効果ガスの排出量削減に貢献[79]。
- 「セコンディ水産振興計画(2014年、21.69億円)」‐水産に関する無償資金協力。ガーナはアフリカ有数の漁業国であり、セコンディ漁港において漁港施設の改修および拡充（係留岸壁の延長、製氷施設および管理事務所の増設など）を支援[80]。

### 企業投資
日本と貿易が活発なアフリカの国の一つであり、ゆえに2019年までに56社と多くの企業がガーナでビジネスを展開している。2020年には日本貿易振興機構(JETRO)の事務所がアクラに開設され、翌2021年にはガーナ大統領ナナ・アクフォ＝アドなど要人が参加する開所式が開催された。日本貿易振興機構がアフリカの都市に事務所を開設するのはエジプト・カイロ、エチオピア・アディスアベバ、ケニア・ナイロビ、コートジボワール・アビジャン、ナイジェリア・ラゴス、南アフリカ共和国・ヨハネスブルグ、モザンビーク・マプト、モロッコ・ラバトに次いで9箇所目である。
ガーナでビジネスを展開する企業としては、ピックアップトラック「ハイラックス」の組み立て工場をテマに設置したトヨタ、カカオ豆の調達を行う不二製油、2014年に340メガワット級の複合火力発電事業に参画した住友商事、2015年に現地法人を設立し尿検査自動化技術普及促進事業などを展開する検査機器製造大手のシスメックスなどが挙げられる。
二国間投資協定は、2010年代に入りガーナ投資が活発になってから議論が始まった。2013年にはアクラで日・ガーナ投資協定交渉第1回会合が、同年に東京で日・ガーナ投資協定交渉第2回会合が、2014年にはアクラで日・ガーナ投資協定交渉第3回会合が開催された。

## 文化交流
2002年、当時の駐ガーナ日本大使浅井和子が高知県出身だった関係から高知県発祥のよさこいがガーナで踊られるようになり、その「ガーナよさこい祭り」は2018年現在まで続く恒例のイベントとなっている。
またほかのアフリカ諸国同様に柔道・空手といった武道は一定の人気を博しており、日本大使館の支援もあって柔道大会や空手大会が開催されている。
2020年東京オリンピック・パラリンピックに際しては、福島県猪苗代町がガーナ選手団のホストタウンとなった。ガーナは猪苗代町で出生した野口英世が亡くなった土地である結び付きのほか、「ガーナよさこい支援会」の協力でガーナの高校生20名が3年に1度のペースで猪苗代町を訪れ町民らと文化・スポーツで交流を持っている。そのような交流の下地から猪苗代町がホストタウンに選定された。

## 外交使節

### 駐日ガーナ大使
全てを網羅はしていない。
- ジェネヴィーヴ・エドゥナ・アパルゥ（英語版） - 2022年から日本駐在[95]。
- フランク・オチェレ - 2018年から2022年まで日本駐在[96]。
- シルベスタ・ジュドゥ・パポ・パーカー・アロテ（英語版） - 2014年から2018年まで日本駐在[97]。
- エドモンド・コフィ・アグベヌチェ・デー（英語版） - 2013年から2014年まで日本駐在[98]。彼の在任中、ガーナ大使公邸で闇カジノが摘発され、また大使が関与した可能性についても取沙汰され問題となった[99]。
- ウィリアム・ジョージ・メンサー・ブランフル（英語版） - 2011年から2013年まで日本駐在[100]。
- クワメ・アサモア・テンコラン（英語版） - 2009年から2011年まで日本駐在[101]。
- チャールズ・ブレンポン＝イエボア - 2008年から2009年まで日本駐在[102]。

#### 駐日ガーナ大使館
- 住所: 東京都港区西麻布一丁目5-21
- アクセス: 東京メトロ日比谷線/都営大江戸線六本木駅2番出口

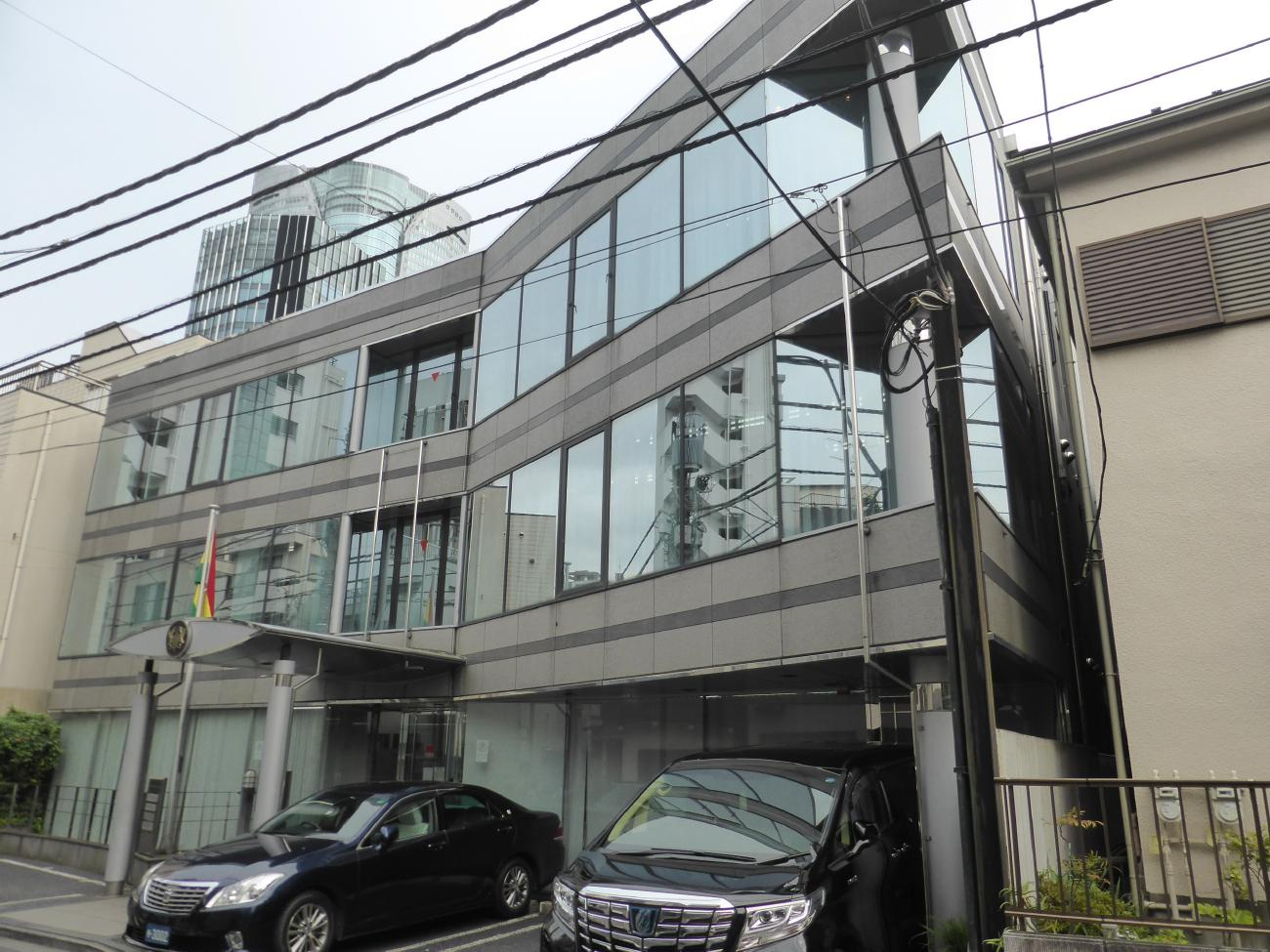
ガーナ大使館全景
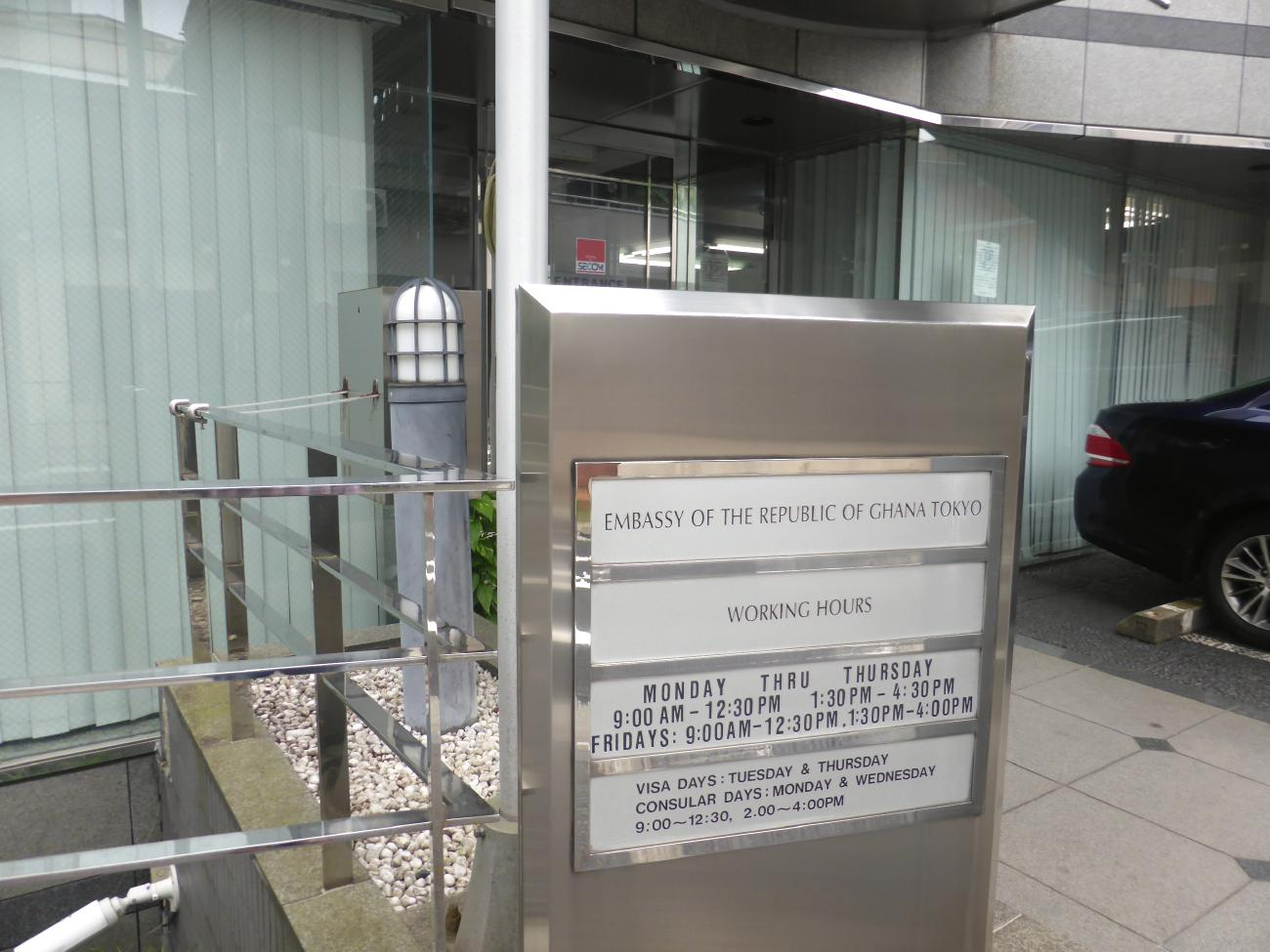
ガーナ大使館開館時間
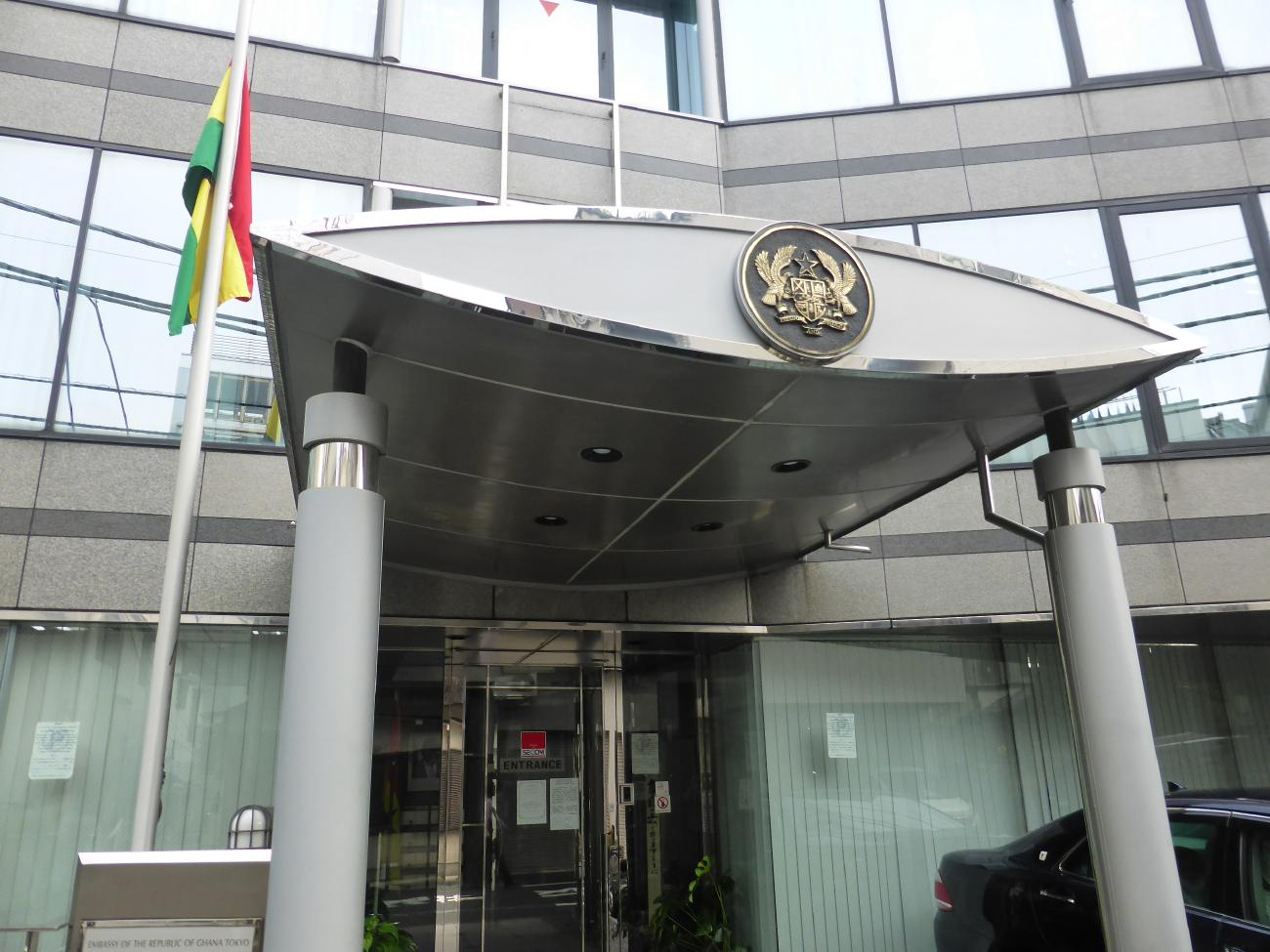
ガーナ大使館正面玄関

## 関連文献
- 高根務、山田肖子『ガーナを知るための47章 (エリア・スタディーズ 92)』明石書店。ISBN 9784750334394。